# سيمون بوبلين
سيمون بوبلين (بالفرنسية: Simon Pouplin)‏ (مواليد 28 مايو 1985 في شوليه - فرنسا) لاعب كرة قدم فرنسي يلعب حاليا لصالح نادي الدرجة الأولى فرايبورغ الألماني منذ 2009 في مركز حارس مرمى . .

## روابط خارجية
- سيمون بوبلين على موقع رابطة كرة القدم الفرنسية للمحترفين (الإنجليزية)
- سيمون بوبلين على موقع قاعدة بيانات كرة القدم.إي يو (الإنجليزية)
- سيمون بوبلين على موقع بيانات كرة القدم. دي إي (الألمانية)
- سيمون بوبلين على موقع Soccerway.com (الإنجليزية)
- سيمون بوبلين على موقع عالم كرة القدم.نت (الإنجليزية)
- سيمون بوبلين على موقع كووورة
- سيمون بوبلين على موقع AS.com (الإسبانية)